# Edward FitzGerald-Villiers
Pour les articles homonymes, voir FitzGerald et Villiers.
Edward FitzGerald-Villiers (vers 1654 - janvier 1693) est un soldat Anglo-Irlandais de l'armée anglaise de la famille Villiers.

## Biographie
Il est le fils aîné de George Villiers, 4e vicomte Grandison et de son épouse Mary, fille de Francis Leigh (1er comte de Chichester). En 1677, il épouse l'héritière Katherine Fitzgerald, par l'intermédiaire de laquelle il acquiert d'importantes propriétés dans le comté de Waterford. Il adopte le nom de famille FitzGerald pour refléter cet héritage. Leurs enfants sont:
- John, futur 5e vicomte et 1er comte Grandison ;
- William ;
- Mary, qui épouse le brigadier-général William Steuart (décédé en 1736), neveu de son beau-père ;
- Harriet, qui épouse Robert Pitt et est la mère de William Pitt l'Ancien.

FitzGerald-Villiers est brigadier général de l'armée et lieutenant-colonel du Queen's Regiment of Horse. Il siège également à la Chambre des communes irlandaise pour le comté de Waterford.
Il meurt en 1693, alors à la mort de son père en 1699, son fils John accède à la vicomté. La même année, sa veuve obtient le titre de vicomtesse Grandison, comme si son défunt mari avait succédé à son père. Elle épouse ensuite le général William Steuart.